# Accidente en la Universidad Pública de El Alto de 2021
Accidente en la Universidad Pública de El Alto de 2021 es la denominación  de un evento trágico que ocurrió el 2 de marzo de 2021, cuando las barandas del cuarto piso de este centro educativo cedieron ante el peso de los estudiantes durante una aglomeración, como resultado doce estudiantes cayeron desde altura,  falleciendo ocho de ellos y resultado heridos cuatro.

## Contexto
Un numeroso grupo de  estudiantes universitarios se encontraban en la UPEA para participar en una asamblea extraordinaria estudiantil en el marco de una protesta convocada por el Área de Ciencias Económicas, Financieras y Administrativas de la Universidad Pública a las 8:00 h. (Hora de Bolivia: UTC-04:00).
Antes de la tragedia, se registró que en el lugar se encontraban 40 personas aglomeradas en medio de una disputa y buscando abrirse paso entre empujones. La manifestación se desarrollaba en el cuarto piso del edificio emblemático de la Universidad Pública de El Alto. Ante la abundante presencia de alumnado en un estrecho pasillo, las barandas colapsaron, y diez alumnos cayeron hasta la planta baja y dos cayeron al tercer piso.

## Víctimas
El ministro de Gobierno de Bolivia, Carlos Eduardo del Castillo, expresó que se registraron, hasta ese momento, cinco muertos y otros tres heridos de gravedad que se encontraban en terapia intensiva.

Hasta el momento, tenemos el reporte de 8 personas muertas y 3 personas en terapia intensiva después de lo ocurrido en instalaciones de la #UPEA. Acabo de instruir al Comandante de la Policía, Jhonny Aguilera, dirigirse al lugar para realizar un informe completo de lo sucedido. Carlos del Castillo, 2 de marzo de 2021.

En la noche, el Gobierno informó que el número de fallecidos se había elevado a siete.
Aproximadamente a las 12:00 h del día siguiente, se habría confirmado el fallecimiento del estudiante con el estado más crítico, contabilizándose así la cifra de 8 fallecidos y 4 heridos, de un total de 12 víctimas.

### Víctimas
Según los médicos forenses y las primeras investigaciones técnicas preliminares que realizó la policía en el lugar de los hechos, alrededor de unos 12 estudiantes habrían caído desde una altura de 16 metros con 70 centímetros del quinto piso del edificio.

### Fallecidos
- Raúl Cadena Choque
- Anahí Chipana Ilfonso
- Loyda Suazo Machacana
- Gemio Esteban Mamani Justo

- Saúl Yerko Mamani Soria
- Loida Sosa Machacana
- Tania Roque Choque
- Limbert Lucana Arcaya

### Investigación
Desde el mismo día, las autoridades abrieron una investigación para esclarecer los hechos. El comandante de la Policía Boliviana, Jhonny Aguilera, explicó en una declaración que las primeras revisiones técnicas apuntan a una mala soldadura de la barandilla, reduciendo así su capacidad de resistencia. Las autoridades trabajaron en cuatro líneas de investigación: primeramente, la motivación de la convocatoria estudiantil en el contexto de la Pandemia de COVID-19 y el porqué se decidió realizar la convocatoria en un salón del cuarto piso; la razón de la disolución del evento de forma abrupta; y, por último, el motivo del forcejeo en la aglomeración que derivó en la ruptura de la defensa.
El Ministerio Público de Bolivia ordenó detener a siete personas involucradas en la convocatoria a las protestas; se trataba de siete de los ocho dirigentes estudiantiles. La fiscalía también comunicó que el rector de la casa superior tendría que prestar declaraciones.
En el caso de la investigación a los dirigentes, los estudiantes afirmaron que cuatro encapuchados liderados por W. Quispe —uno de los identificados dirigentes— instó a subir a la cuarta planta del edificio de la UPEA, donde volvieron a incentivar a los estudiantes a provocar una riña con empujones y pleitos.
El Ministerio Público también identificó que las barandas estaban mal soldadas y que estaban rellenadas con masilla, lo que las hacía muy débiles.

### Aprehendidos
Entre el 2 y el 3 de marzo, la policía boliviana logró aprehender a 7 personas, la mayoría de ellos dirigentes estudiantiles universitarios que ocupaban altos cargos hasta antes del accidente y que fueron identificados por la policía como los principales acusados y culpables inmediatos del trágico accidente.
- Wilson Quispe Chura (Ejecutivo del Área de Ciencias Económicas Financieras y Administrativas). Acusado de haber firmado la convocatoria a la asamblea.
- Fanny Marisol Vargas Calle (ejecutiva de la carrera de Comercio Internacional). Acusada de haber firmado la convocatoria a la asamblea estudiantil.
- Nayeli Choque Tito (ejecutiva interina de la carrera de Contaduría Pública). Acusada de haber firmado la convocatoria a la asamblea estudiantil.
- Pablo Carvajal Pillco (secretario interino de la carrera de Administración de Empresas). Acusado de haber firmado la convocatoria a la asamblea estudiantil.
- Vladimir Poma Ali (secretario consejero del Honorable Consejo Universitario). Acusado de haber firmado la convocatoria a la asamblea estudiantil.
- Javier Yapu Chipana (ejecutivo interino de la carrera de Gestión Turística y Hotelera)
- Sergio Blanco Mollocheca (secretario general del Área de Ciencias Económicas)

## Impacto

### Política
El impacto del accidente, junto a la tragedia de Colomi ocurrida el mismo día del accidente en la universidad, llevó a que algunos partidos participantes en las elecciones subnacionales de 2021 suspendieran sus cierres de campaña.

### Educación
La dirección jurídica de la Universidad Pública de El Alto emitió un comunicado que expresaba que estaba «colaborando con la investigación respectiva» y «han instruido la investigación interna sobre este hecho y prestarán la colaboración en temas de salud de los estudiantes afectados y otros aspectos».
Una estudiante anónima de la Carrera de Educación, mediante Bolivisión, informó que la Federación Universitaria Local (FUL) los obligaba a asistir a las manifestaciones: «Son una mafia [los] que nos obligaban (...) Todos ellos de la FUL, el representante, nos obligaban a ir y lo han obligado. Mi compañero Yerko Saúl está ahí, está muerto; nos han obligado a ir; él se ha caído. Si [ustedes] ven en el video, es el de azul. Gracias a ellos, [él] está muerto. Siempre nos obligaban a ir por política».